# Different Kind of Love
Different Kind of Love è il primo ed unico singolo dello sciolto gruppo musicale australiano Third D3gree, uscito il 1º novembre 2013. Ha raggiunto la vetta delle classifiche australiane.

## Tracce
- Digital download:

1. Different Kind of Love (testo: Ryan McMahon, Ben Berger, Leon Else)